# Бейли, Мэтью
Мэтью Бейли (англ. Matthew Baillie; 27 октября 1761, Шотс, близ Глазго — 23 сентября 1823, Лондон) — британский врач и патологоанатом. Личный врач принцессы Шарлотты Августы Уэльской.

## Биография
Отец — пресвитерианский священник, профессор богословия в Университете Глазго, мать — из семьи потомственных медиков (родная сестра Уильяма и Джона Хантеров). Сестра Джоанна Бейли — известная английская поэтесса и драматург-романтик.
Бейли получил докторскую степень в Оксфордском университете (1789). Специализируясь в области патологоанатомии, он опубликовал в 1793 году труд «Патологическая анатомия некоторых наиболее важных частей человеческого тела» (англ. The Morbid Anatomy of Some of the Most Important Parts of the Human Body) — первую английскую отдельную работу по этому разделу науки.
В 1797 году сделал первое описание врожденного порока сердца — транспозиции магистральных сосудов.